# Tetragnatha bishopi
Tetragnatha bishopi är en spindelart som beskrevs av Lodovico di Caporiacco 1947. Tetragnatha bishopi ingår i släktet sträckkäkspindlar, och familjen käkspindlar.
Artens utbredningsområde är Guyana. Inga underarter finns listade i Catalogue of Life.